# 조선민주주의인민공화국 무임소성
조선민주주의인민공화국 무임소성은 조선민주주의인민공화국 내각에 참여하는 각료 중 해당 성을 맡지 않은 국무위원의 임소를 가리킨다. 1948년 9월 2일 설립되었다.

## 연혁
- 1948년 9월 2일 무임소성 설치

## 역대 상, 부상

### 역대 상
- 리극로 1948년 9월 2일 ~ 1953년 12월 15일
- 김두봉 1948년 9월 2일 ~ 1953년 12월 15일
- 리극로 1953년 12월 15일 ~ 1957년 9월 20일
- 김두봉 1953년 12월 15일 ~ 1958년 3월 24일
- 김달현 1957년 9월 20일 ~ 1958년 3월 24일
- 홍기황 1957년 9월 20일 ~ 1958년 3월 24일
- 김영주 1957년 9월 30일 ~ 1961년 3월 25일
- 리극로 1961년 3월 25일 ~ 1966년 11월 22일

### 역대 부상
- 김영주 1948년 9월 2일 ~ 1953년 12월 15일